# 冰屋峽谷 (亞利桑那州)
冰屋峽谷（英語：Icehouse Canyon）是位於美國亞利桑那州希拉縣的一個人口普查指定地區。根據2010年美國人口普查，該地人口為677人，而該地的面積約為12.69平方千米。

## 地理
冰屋峽谷的座標為33°21′32″N 110°47′08″W / 33.35889°N 110.78556°W，而該地最高點為海拔高度1158米（即3798英尺）。